# David Halina
David Halina (* 1984 in Dortmund) ist ein deutsch-polnischer Schauspieler.

## Leben
Halina ist polnischer Herkunft; er wuchs mit Polnisch und Deutsch als Muttersprachen im Ruhrgebiet auf. Halina interessierte sich bereits frühzeitig für Theater und Film. Im Alter von 18 Jahren stand er 2003 im Stadttheater Duisburg erstmals auf einer Theaterbühne, in Der gute Mensch von Sezuan. Es folgten weitere Auftritte in Der Besuch der alten Dame (2004) und Kasimir und Karoline (2005). 2005 wirkte er in einem Werbespot für den KFC Uerdingen 05 mit.
Er absolvierte dann von 2006 bis 2008 seine Schauspielausbildung an der Film Acting School Cologne in Köln. Während seiner Ausbildung wirkte er 2007 am Kölner Theater im Hof in dem Rezitationsprojekt Poetischer Reigen mit.
Mittlerweile arbeitet Halina hauptsächlich für Film und Fernsehen. Seine Filmarbeit begann 2009 mit einem Auftritt in einem Kurzfilm der Berufsgenossenschaft/Unfallkassen im Auftrag der Deutschen Gesetzlichen Unfallversicherung; ein weiterer Film entstand 2012. Halina spielte Nico, einen Azubi zum Holzfachhandelskaufmann.
In der ARD-Fernsehserie Rennschwein Rudi Rüssel (2010) hatte er eine wiederkehrende Serienrolle als Thorben Stücken, er spielte den Sohn von Bauer Stücken (Andreas Windhuis). Im Münsteraner Tatort: Zwischen den Ohren (2011) spielte er den Medizinstudenten Sven, den Freund der weiblichen Hauptfigur Nadine Petri (Anna Bullard-Werner). 2012 war er in der RTL-Serie Alles was zählt zu sehen; er spielte Chris, das „Date“ von Bea (Caroline Maria Frier). Eine wiederkehrende Rolle hatte Halina in der Sat.1-Serie Familie Undercover (2013). Er spielte Andi Kübler, einen der Dorfbewohner und Mitglied im Schützenverein, der sich in Aletta Schmitz, die Tochter des Dorfpolizisten, verliebt.
Im Oktober 2012 stand er für eine kleine Rolle in Lars von Triers Filmdrama Nymphomaniac, der im Dezember 2013 in die Kinos kam, vor der Kamera. Ebenfalls eine kleine Rolle hatte er in der Komödie Coming In (2014) unter der Regie von Marco Kreuzpaintner. Im Dezember 2015 war er in der ZDF-Krimiserie SOKO Köln in einer Episodenrolle als Gothic-Künstler Jan Schröder zu sehen. In Karsten Prühls Literaturverfilmung Goethes Faust (2015) verkörperte er Valentin, Gretchens Bruder. In der 7. Staffel der ZDF-Serie Heldt (2019) übernahm Halina eine Episodenrolle als tatverdächtiger albanischer Krankenpfleger Danylo Hoxha. 2009 wirkte er beim WDR in dem Hörspiel Wer hat Angst vorm bösen Wolf? von Jiří Polák in der Rolle des Marek mit. Er lebt in Köln und Duisburg.

## Filmografie (Auswahl)
- 2010: Rennschwein Rudi Rüssel (Fernsehserie; Serienrolle)
- 2011: Tatort: Zwischen den Ohren (Fernsehreihe)
- 2012: Notruf Hafenkante (Fernsehserie, Folge: Figaros Rache)
- 2012: Alles was zählt (Fernsehserie; Serienrolle)
- 2013: Familie Undercover (Fernsehserie; Serienrolle)
- 2013: Nymphomaniac (Kinofilm)
- 2014: Coming In (Kinofilm)
- 2015: SOKO Köln (Fernsehserie; Folge: Blutige Abrechnung)
- 2015: Goethes Faust (Kinofilm)
- 2019: Heldt (Fernsehserie; Folge: Nicht pflegeleicht)